# Heidi (1937)
Heidi is een Amerikaanse dramafilm uit 1937 onder regie van Allan Dwan. In Nederland werd de film destijds uitgebracht onder de titel Heidi, het stiefkind. Het scenario is gebaseerd op de gelijknamige roman uit 1880 van de Zwitserse auteur Johanna Spyri.

## Verhaal
Het weesmeisje Heidi wordt door haar tante naar grootvader in de bergen gebracht. Later wordt ze weer opgehaald door haar tante. Ze moet een rijk meisje in een rolstoel gezelschap houden.

## Rolverdeling
| Acteur           | Personage     |
| ---------------- | ------------- |
| Shirley Temple   | Heidi         |
| Jean Hersholt    | Adolph Kramer |
| Arthur Treacher  | Andrews       |
| Helen Westley    | Anna          |
| Thomas Beck      | Schultz       |
| Mary Nash        | Rottenmeier   |
| Sidney Blackmer  | Sesemann      |
| Pauline Moore    | Elsa          |
| Mady Christians  | Dete          |
| Marcia Mae Jones | Klara         |
| Delmar Watson    | Peter         |
| Egon Brecher     | Herbergier    |
| Christian Rub    | Bakker        |
| George Humbert   | Orgeldraaier  |
| Sig Ruman        | Commissaris   |